# Karel de Grotegebouw
Het Karel de Grotegebouw (Charlemagne in het Engels en Frans) is een gebouw in de Europese Wijk van Brussel, en huisvest de diensten aangaande uitbreiding, vertaling en handel van de Europese Commissie. Het gebouw bestaat uit drie vleugels en telt dertien verdiepingen. Het ligt aan de Wetstraat 170 en werd vernoemd naar Karel de Grote, de middeleeuwse keizer die ook wel de vader van Europa wordt genoemd.

## Geschiedenis
Het werd ontworpen door Jacques Cuisinier. De bouw startte in 1967 samen met de bouw van het Berlaymont. Omdat de Europese Commissie niet wenste het Berlaymont met de Raad van de Europese Unie te delen, schonk ze het Karel de Grote-gebouw aan het secretariaat van de Raad in 1971, die voordien in het stadscentrum gevestigd was. De Raad verliet het gebouw in 1995 bij de start van de renovatie, en verhuisde naar het net afgewerkte Justus Lipsiusgebouw. De renovatie werd afgewerkt in 1998 door Helmut Jahn, die de grotendeels betonnen gevel verving door een in glas. Sinds de restauratie wordt het gebruikt door de Commissie, die al sterk vertegenwoordigd was rond het Schumanplein.